# Monolepta niger
Monolepta niger es una especie de insecto coleóptero de la familia Chrysomelidae, descrita en 1889 por Allard.